# Bulkkot sog-euro
Bulkkot sog-euro (불꽃 속으로?, anche noto con il titolo internazionale Into the Flames) è una serie televisiva sudcoreana trasmessa in seconda serata su TV Chosun dal 25 aprile 2014 al 28 giugno.

## Trama
La serie narra in modo romanzato le vicende della vita di Park Tae-joon, militare, politico e fondatore della multinazionale siderurgica POSCO, una fra le aziende più grandi in Corea del Sud. La fiction racconta principalmente le condizioni di povertà e disagio (come l'occupazione nipponica o la guerra di Corea) che Park ha dovuto affrontare prima di fondare l'azienda che l'avrebbe reso famoso in tutto il mondo.